# Kallaxhedens naturvårdsområde
Kallaxhedens naturvårdsområde är ett naturvårdsområde (som sedan 1999 likställs med naturreservat) i Luleå kommun i Norrbottens län. 
Naturvårdsområdet bildades 1975 och omfattar 610 hektar efter utökning 1981. Det ligger sydväst om Bergnäset och består av en tallhed.